# Johannes Cesaris
Johannes Cesaris war ein französischer Komponist und Kleriker des späten Mittelalters.

## Leben und Wirken
Über das Leben von Johannes Cesaris ist außer den Jahren, in denen er in Bourges aktiv war, nicht viel bekannt. Erstmals erwähnt wird er in einer Urkundenrolle vom Oktober 1394, die der Erzbischof von Bourges nach Avignon zu Gegenpapst Benedikt XIII. (Amtszeit 1394–1423) schickte; hier wird Cesaris ein Geistlicher aus dem Bistum Thérouanne genannt. Mit diesem Gesuch wollte dieser eine Pfründe an der Kollegiatkirche Beata Maria im westflandrischen Harelbeke bekommen. Als Vertrauter des Bischofs kam Cesaris vielleicht in Berührung mit dem Hof von Herzog Jean de Berry (1340–1416), der in Bourges eine Sainte-Chapelle neu gegründet hatte. Diese Gründung geschah offensichtlich in Konkurrenz zu anderen königlichen und fürstlichen Kapellen, darunter auch der Sainte-Chapelle in Paris, und Jean de Berry konnte für seine Kapelle führende Musiker seiner Zeit gewinnen, darunter auch Mitglieder der burgundischen Kapelle und der Privatkapelle des Papstes in Avignon. Cesaris diente in dieser Kapelle im herzoglichen Palais in Bourges von 1406 bis 1409 und war hier Kollege von Pierre Fontaine, Mathieu Paullet und Guillaume Legrant. Er hatte hier die Funktion eines Geistlichen, Organisten und des Lehrers der Chorknaben (enfants d’aube), die er im Gesang und Kontrapunkt unterrichtete und für deren materielles Wohlergehen er verantwortlich war. Sein Nachfolger in dieser Stellung war der Komponist Nicholas Grenon.
Über den weiteren Lebensweg von Johannes Cesaris nach seinem Weggang aus Bourges ist kaum etwas bekannt. Es gibt Hinweise, dass er im Jahr 1417 als Organist an der Kathedrale von Angers wirkte.

## Bedeutung
Von den Werken von Johannes Cesaris sind eine Motette, zwei Balladen und fünf Rondeaus erhalten geblieben; ein weiteres Rondeau aus der gleichen Quelle stammt mit größerer Wahrscheinlichkeit von dem zeitgenössischen Komponisten Passet. Stilistisch sind die erhaltenen Kompositionen auf der einen Seite vom Typ der Ars subtilior, der in den 1390er Jahren in Avignon praktiziert wurde, und sind mehr manieristisch-kompliziert, auf der anderen Seite stehen sie in dem relativ einfachen Gesangsstil des frühen 15. Jahrhunderts, wie er sich an den Höfen von Frankreich und Burgund entwickelt hat. Die Motette „A virtutis ignitio / Ergo beata / Benedicta filia“ mit drei gleichzeitig gesungenen Texten ist in allen Teilen isorhythmisch. Das Rondeau „A l’aventure va Gauvain“ zeigt den Stil einer späteren Generation und ist vielleicht erst nach 1417 geschrieben worden. Die Ballade „Le dieus d’amours“ ist in den bekannten Codex Chantilly kopiert worden, ein bebildertes Manuskript, welches die Hauptquelle des Avignon-Repertoires der Ars subtilior ist.

## Werke
- Motette „A virtutis ignitio“ / „Ergo, beata nascio“ / „Benedicta filia tua a Domino“ zu vier Stimmen
- Ballade „Bonté, biaulté“ zu drei Stimmen
- Ballade „Le dieus d’amours, sires de vrais amans“ zu drei Stimmen
- Rondeau „A l’aventure va Gauvain“ zu drei Stimmen
- Rondeau „Je ris, je chante, je m’esbas“ zu drei Stimmen
- Rondeau „Mon seul voloir, ma souveraine joye“ / „Certes m’amour, c’est ma vye“ zu drei Stimmen
- Rondeau „Pour la douleur, l’annoy, le grief martire“ / „Qui dolente n’aura veu en sa vie“ zu zwei Stimmen
- Rondeau „Se par plour ou par dueil mener“ zu drei Stimmen
- Rondeau zweifelhafter Autorschaft „Se vous scaviés, ma tres douce maistresse“ zu drei Stimmen, vermutlich von Passet